# Alipro Mania
『Alipro Mania』（アリプロマニア）は宝野アリカと片倉三起也による日本の音楽ユニット、ALI PROJECTの1枚目のミニアルバム。

## 概要
- 自身のレーベル「ZAZOU Records」からのリリースとなった初のミニアルバム。他レーベルからのリリースは現時点ではない。CD-R盤での再発があるも、現在は販売終了。なお、CD-R盤はラベルシール仕様となっていた。
- ジャケットの絵は宝野自身の作で、タイトル文字が緑色のものとピンク色のものがある。ミニアルバムの名の通り、収録曲は4曲のみとなっている。さらに、4曲中3曲がインストであるのも特徴である。上述の通り、一般の販売店などでの流通はなかったので、現在は入手が困難となっている模様。
- また、公式ファンクラブの名称もALIPRO-MANIAである。こちらは1996年7月に開設されたので、当アルバムより先となる。

## 収録曲
1. Chaconne (instrument)
2. コッペリアの柩
多数のバージョンが存在する楽曲。本アルバムに収録されているのはその原曲版である。コッペリアも参照のこと。シングル版の解説はコッペリアの柩に詳しい。
3. Babylon Cafe ～ novellette (instrument)
4. ある夏の午後 (instrument)

作詞：宝野アリカ、作曲・編曲：片倉三起也